# Tim Cope
Tim Cope (* 7. Dezember 1978) ist ein australischer Abenteurer und Weltreisender aus Gippsland, Victoria.

## Erste Tour
Mit 21 Jahren begann Cope seine erste große Tour. Im Oktober 1999 startete er im äußersten Westen Russlands, in Petrosawodsk, zu einer einjährigen Reise auf einem Liegerad bis nach Peking, das er im Oktober 2000 erreichte. Dieses Unternehmen beging er zusammen mit Chris Hatherly und schilderte seine gesammelten Eindrücke in einem 2003 veröffentlichten Buch.

## Von Charchorin nach Ópusztaszer
In Australien wie auch in Asien und Europa gelangte Cope zu einer breiten Bekanntheit durch seinen Ritt aus der Steppe der Mongolei, Start in Charchorin bei Karakorum, bis nach Ungarn. Allein mit einem Zelt und auf drei Pferden beabsichtigte Cope den Spuren der mongolischen Reiterheere des Dschingis Khan zu folgen und dabei so weit wie möglich in die nomadische Lebensweise der asiatischen Steppenvölker einzutauchen. So lernte er neben dem Reiten auch schnell seinen Lebensrhythmus an die Bedürfnisse seiner Pferde anzupassen. Aus den ursprünglich veranschlagten achtzehn Monaten für den Weg von fast 10.000 km entwickelte sich eine Dreijahresreise vom Sommer 2004 bis in den Sommer 2007.
Nach der Überquerung des Altai folgte Cope in Kasachstan dem Ufer des Balchaschsees und durchquerte mitten im Winter die weite Kasachensteppe bis zum fast ausgetrockneten Aralsee. Von seinem örtlichen Führer erhielt er dabei dessen Hund Tigon geschenkt, einen Mittelasiatischen Tazi, welcher fortan neben den Pferden zum einzigen Dauerbegleiter für Cope avancierte. In einer weit abgelegenen und zerfallenen russischen Siedlung wurde ihm Tigon gestohlen, den er allerdings noch rechtzeitig wiederfand, bevor der Hund gegessen werden konnte. Russland durchquerte er durch die Kaspische Senke und die Manytschniederung bis zum Asowschen Meer und betrat die Krim auf ihrem Ostausläufer. Je weiter er in den Westen gelangte, desto mehr erschwerte sich seine Reise aufgrund der zunehmenden zivilisatorischen Erschlossenheit Europas. So hatte er mit seinen Pferden mit den Gefahren des automobilen Straßenverkehrs zu kämpfen oder musste lange nach geeigneten Weideplätzen suchen, da in Europa der größte Teil der freien Flächen landwirtschaftlich genutzt wird. Auf der Krim wurde Cope auch Zeuge von gewaltsamen Zusammenstößen der russischstämmigen Bevölkerung und der Krimtataren, welche nach ihrer Deportation in stalinistischer Zeit wieder in ihr angestammtes Land zurückziehen. In dem daraus resultierenden Konflikt will er eine Unvereinbarkeit der landsässigen Lebensweise mit einer nomadischen Kultur erkannt haben. Im weiteren Verlauf seines Weges durch die Ukraine musste Cope seine Reise unterbrechen, nachdem er über sein Satellitentelefon vom Unfalltod seines Vaters in Australien erfahren hatte. Von der Beerdigung zurückgekehrt setzte er seine Reise an der Stelle fort, an der er sie unterbrochen hatte.
Nach der aufreibenden Überquerung der Karpaten, bei der Tigon erkrankte, verbrachte Cope mehrere Wochen in einem abgelegenen Bergdorf der Huzulen, bevor er nach Ungarn weiter zog. Die Donau markierte das westlichste Ziel seiner Reise, da er diesen Fluss als Grenze des urbanen westeuropäischen  Kulturraums zu der nomadisch geprägten Welt Eurasiens betrachtete. Ungarn hatte Cope deswegen als Endpunkt seiner Reise ausgemacht, weil hier einst mit den Magyaren das erste aus Asien in Europa eingefallene Reitervolk landsässig geworden war. Während seiner Reise hatte Cope die Aufmerksamkeit internationaler Medien auf sich gezogen, besonders aus jenen Ländern, die er bereist hatte, aber auch in Australien. Als er am Denkmal für den Magyarenfürsten und Staatsgründer Árpád in Ópusztaszer sein Endziel erreichte, wurde er von seiner Familie, zahlreichen Schaulustigen, Medien und diplomatischen Vertretern aus der Mongolei, Kasachstan, Ukraine, Ungarn und Australien empfangen. Besonders in der Berichterstattung der asiatischen Länder wurde seine Reise als Ehrung ihrer nomadischen Wurzeln anerkannt. In einem abschließenden Resümee kam Cope zu der Erkenntnis, im Verlauf seiner dreijährigen Reise das „Fell des Wolfes“ übergestreift zu haben und dass ihm die Rückkehr in die urbane Zivilisation schwer fallen werde. Seine drei Pferde schenkte er einem ungarischen Waisenhaus, den Hund Tigon nahm er erst zwölf Monate später nach Australien mit. Im Garten seines Zuhauses errichtete er sich eine Jurte.

## Buch und Film
Über seine Fahrradtour von Petrosawodsk nach Peking veröffentlichte Tim Cope 2003 das Buch Off the Rails: Moscow to Beijing by Bike (Penguin Books 2003, ISBN 978-0143005568).
Aus den Videotagebüchern seiner Asiendurchquerung produzierte er im November 2009 für die Sender ZDF und ARTE die vierteilige Dokumentationsreihe Auf den Spuren der Nomaden (eng: On the Trail of Ghengis Khan; Regie: Tim Cope, Richard Dennison). Die Serie wurde im Februar 2010 erstmals auf ARTE gesendet und ein zweites Mal im August 2010 auf dem Sender PHOENIX. Für Ende 2013 ist zudem die Veröffentlichung eines Buches geplant.